# 莎莉·波傑爾
莎莉·波傑爾（英語：Sally Podger，1962年2月8日—），出生名莎莉·列德比特（Sally Leadbeater），再婚後改名莎莉·伍德（Sally Wood），是一名已退役英格蘭女子羽球運動員。她來自體育熱心家庭。在新的千禧年裡，她克服了乳腺癌。
莎莉·波傑爾是來自耿西的最著名運動員之一。1988年，她成為英國冠軍。在1984年的歐洲錦標賽上，她贏得了銀牌。
莎莉·波傑爾代表英格蘭參加1984年優霸盃。在對陣中國的決賽中，她擔任第二單打，以11:7、3:11、6:11輸給韓愛萍。最終，英格蘭隊以0-5敗北而獲得亞軍。